# Tullio Pavolini
Tullio Pavolini (Genova, ... – Genova, 1977) è stato un dirigente sportivo italiano.

## Biografia
Attivo nell'atletica leggera, si forma come dirigente nella società Società Sportiva Trionfo Ligure, trasferendosi alla società Tellini nel periodo pre bellico.
Nell'immediato dopoguerra è membro attivo e fondatore dell'Associazione Amatori Atletica Genova ed è uno dei massimi dirigenti della FIDAL, di cui ricoprirà cariche nazionali.
Sarà inoltre tra i fondatori della Federazione Italiana Pallavolo, e ricoprirà l'incarico di vicepresidente dal 1946 al 1949.
Ha lasciato all'atletica genovese il campo scuola di Villa Gentile, ancora oggi punto importante dell'attività agonistica in regione.
Da oltre 30 anni si svolge annualmente un meeting di atletica leggera a sua memoria: riservato alle categorie giovanili, si disputa presso la pista indoor della Fiera di Genova.